# Hester van der Veld
Pour les articles homonymes, voir van der Veld.
Hester van der Veld née le 30 octobre 1997, est une joueuse néerlandaise de hockey sur gazon. Elle évolue au AH&BC Amsterdam et avec l'équipe nationale néerlandaise.

## Carrière
- Elle a fait ses débuts en équipe première le 27 janvier 2019 contre la Nouvelle-Zélande à Auckland lors de la Ligue professionnelle 2019[1].

## Palmarès
- : 2e à la Coupe du monde U21 2016.
- : 1re à l'Euro U21 2017.
- : 1re à la Ligue professionnelle 2019.
- : 2e à la Ligue professionnelle 2021-2022.